# Nicolás Domínguez
Pour les articles homonymes, voir Domínguez.
Nicolás Domínguez, né le 28 juin 1998 à Haedo en Argentine, est un footballeur international argentin qui évolue actuellement au poste de milieu central à Nottingham Forest.

## Biographie

### Vélez Sarsfield
Né à Haedo en Argentine, Nicolás Domínguez est formé au Vélez Sarsfield. Il fait ses débuts en pro lors d'une victoire face à l'Estudiantes La Plata, le 10 mars 2017. Ce jour-là, il est titulaire et offre même une passe décisive envers son coéquipier Mariano Pavone pour l'ouverture du score. Vélez s'impose finalement par 3 buts à 2.
Le 3 juin 2017, il marque son premier but, en ouvrant le score face au CA Tigre, qui est battu par Vélez sur le score de 0-3.
BOLOGNA FC
Le 30 août 2019, Nicolás Domínguez s'engage en faveur du Bologna Football Club 1909, mais reste à Vélez jusqu'à la fin de l'année 2019. 
Il arrive donc en janvier 2020 en Italie et joue son premier match sous ses nouvelles couleurs dès le 12 janvier, lors d'une rencontre de Série A face au Torino FC. Il entre en jeu à la place d'Andrea Poli lors de cette rencontre perdue par les siens (1-0).
Le 16 décembre 2020, Domínguez inscrit son premier but pour Bologna FC, lors d'une rencontre de championnat contre le Spezia Calcio. Il est titularisé et les deux équipes se neutralisent (2-2 score final).

### Nottingham Forest
Le 1er septembre 2023, Nicolás Domínguez rejoint l'Angleterre afin de s'engager en faveur de Nottingham Forest. Il signe un contrat courant jusqu'en juin 2028.
Domínguez inscrit son premier but pour le club le 1 octobre 2023, lors d'une rencontre de championnat face au Brentford FC. Titulaire, il marque le but égalisateur de son équipe de la tête, sur un service d'Harry Toffolo (1-1 score final).

### En sélection
Nicolás Domínguez honore sa première sélection avec l'équipe nationale d'Argentine le 6 septembre 2019, lors d'un match amical face au Chili. Il entre en jeu à la place de Rodrigo De Paul et les deux équipes se séparent sur un score nul et vierge (0-0). Il inscrit son premier but en sélection avec L'Albiceleste lors de sa troisième apparition, le 13 octobre 2019 contre l'Équateur. Il entre en jeu à la place de Lucas Alario lors de ce match remporté par son équipe par six buts à un.
Il fait partie de la liste des 28 joueurs retenus par Lionel Scaloni, le sélectionneur de L'Albiceleste, pour participer à la Copa América 2021.

## Palmarès

### En sélection nationale
Argentine
- Vainqueur de la Copa America en 2021